# 人龍傳說
《人龍傳說》（英語：Dragon Love）是香港電視廣播有限公司拍攝製作的古裝電視劇，全劇共20集，監製羅永賢。
此劇曾分別於2006年6月1日至7月26日在翡翠台及2022年2月21日至3月18日在TVB星河頻道重播。

## 概要
此剧因受到对手亚视的外購劇《还珠格格》、《少年英雄方世玉》等追击，故事過於淒情，最终收视只有20点，成為1999年無綫電視劇集最低收視之一。

## 演員清單
| 演員   | 角色      | 暱稱/關係                                                                                       |
| 劉家輝 | 龍王      | 龍阿爹 涇河龍王 老饕、貔貅、小魚之父                                                            |
| 曹眾   | 龍        | 龍阿媽 龍王之妻 老饕、貔貅、小魚之母                                                            |
| 邱萬城 | 龍太子    | 老饕、阿大 龍王長子 貔貅、小魚之兄                                                              |
| 邵傳勇 | 龍太子    | 貔貅、阿二 龍王次子 老饕之弟、小魚之兄                                                          |
| 袁潔瑩 | 龍女      | 小魚、妹妹、阿三 龍王之女 老饕、貔貅之妹 與葉希相戀 新月公主之情敵 於第20集為救周傲天而灰飛煙滅 |
| 元華   | 葉問      | 國師 邢湘媚之夫 葉希之父 於第1集去世                                                            |
| 羅冠蘭 | 邢湘媚    | 媚姨 葉問之妻 葉希之母 葉處、葉翠之養母                                                         |
| 錢嘉樂 | 葉處/周處 | 阿處 武師，後來成為將軍 邢湘媚之養子 周傲天之生子 葉翠、葉希之兄 新月之駙馬                     |
| 劉玉翠 | 葉翠/周翠 | 阿翠 邢湘媚之養女 周傲天之生女 葉處之妹、葉希之姐 雷大鵬之妻                                    |
| 陳浩民 | 葉希      | 阿希、葉大夫 醫師後為御醫 邢湘媚之生子 葉處、葉翠之弟 與龍女相戀 曾為新月之駙馬                 |
| 羅樂林 | 周傲天    | 將軍 屠龍勇士 周處、周翠之父                                                                    |
| 馮曉文 | 周氏      | 周傲天之妻 周處、周翠之母 於第1集去世                                                           |
| 錢嘉樂 | 周處/葉處 | 參見葉家                                                                                        |
| 劉玉翠 | 周翠/葉翠 | 參見葉家                                                                                        |
| 張燊悅 | 新月公主  | 公主、贾姑娘 周處之妻 追求葉希 龍女之情敵                                                       |
| 謝天華 | 雷大鵬    | 葉翠之夫 曾為新月之準駙馬                                                                       |
| 袁潔瑩 | 晚霞      | 大結局十八年後與龍女容貌一樣之民女                                                              |
| 王偉   | 惠帝      |                                                                                                 |
| 林芷筠 | 秋菊      |                                                                                                 |
| 廖麗麗 | 三姑      |                                                                                                 |
| 郭卓樺 | 掌柜      |                                                                                                 |
| 張美妮 | 村民      |                                                                                                 |
| 王偉梁 | 初一      |                                                                                                 |
| 焦雄   | 焦掌柜    |                                                                                                 |
| 王維德 | 阿華      |                                                                                                 |
| 張鴻昌 | 劉副將    |                                                                                                 |
| 李煌生 | 副將      |                                                                                                 |
| 李子奇 | 大臣      |                                                                                                 |
| 李岡   | 大臣      |                                                                                                 |
| 李龍基 | 大臣      |                                                                                                 |
| 古明華 | 大臣      |                                                                                                 |
| 譚一清 | 金吊桶    |                                                                                                 |
| 馮瑞珍 | 旺嬸      |                                                                                                 |
| 黃文標 | 阿標      |                                                                                                 |
| 盧天偉 | 刀匠      |                                                                                                 |
| 劉志清 | 管家      |                                                                                                 |
| 管仲銘 | 小沙彌    |                                                                                                 |
| 何偉業 | 何副將    |                                                                                                 |
| 楊證樺 | 徐副將    |                                                                                                 |
| 凌禮文 | 大師      |                                                                                                 |
| 馮素波 | 鍾大媽    |                                                                                                 |
| 陳安琪 | 村女      |                                                                                                 |

## 外部連結
- 無綫電視官方網頁(TVBI) - 人龍傳說 （页面存档备份，存于）